# 26º Battaglione bersaglieri "Castelfidardo"
Il XXVI battaglione bersaglieri è stato un battaglione della Brigata bersaglieri "Garibaldi". Il motto era "Vis, Animus, Impetus".

## Storia

### Origini
Il XXVI battaglione bersaglieri fu costituito nell'agosto del 1859 con il nome di battaglione bersaglieri delle Romagne. Il 15 aprile 1860 assumeva la denominazione di XXVI ed entrava a far parte del Regio Esercito Sardo con le sue 4 compagnie: 101ª, 102ª, 103ª, 104ª.
Prese parte alla campagna di conquista delle Marche e dell'Umbria – allora territori delle Stato Pontificio – al comando del Capitano Barbavara. Durante tale campagna, a Castelfidardo, sulle pendici del Monte Oro, inquadrato nel IV corpo d'armata del Generale Cialdini combatté nella Battaglia di Castelfidardo il 18 settembre 1860 insieme al 9º Reggimento fanteria "Regina", 10º Reggimento fanteria "Regina", all'XI, XII e XXVI battaglione bersaglieri e al reggimento Lancieri di Novara. Grazie a questa vittoria vi fu l'annessione al Regno di Sardegna delle Marche e dell'Umbria. Per il valore dimostrato durante la battaglia il battaglione conquistò la sua prima Medaglia di bronzo al valor militare il 18 settembre 1860.
Con il regio decreto del 31 dicembre 1861 il XXVI battaglione entrò a far parte del neo-costituito 4º Reggimento bersaglieri, insieme ai battaglioni VI, VII, XI, XII e XXII. Da allora, fino allo scioglimento del 4º Reggimento, nel 1943, la storia del XXVI si identificò con quella del 4º Reggimento, di cui esso fu l'unico a farne ininterrottamente parte. La prima sede del 4º fu Capua, al comando del Tenente Colonnello Luigi Soldo, successivamente la sede venne trasferita a Torino.

### Nel 4º Reggimento bersaglieri
Partecipò alla campagna del 1866, nella Terza guerra d'indipendenza, nell'armata del Mincio e del Po, quindi ai fatti d'arme di Versa e, nel 1870, alla Breccia di Porta Pia ed alla presa di Roma. Nello stesso anno si distinse anche per l'opera di soccorso in Roma durante la rovinosa inondazione. Nel 1872 fu insignito della Medaglia di benemerenza per il soccorso alle popolazioni campane in occasione della violenta eruzione del Vesuvio. Nel 1885 una sua compagnia fu inviata in Africa per la costituzione del I battaglione bersaglieri d'Africa.
Nel 1911, durante il conflitto Italo-turco, combatte attorno a Bengasi ed alle Due Palme, in Cirenaica. Il 7 maggio 1912 sbarcò a Rodi dove il 16 e 17 dello stesso mese contributi ad ottenere la Medaglia di bronzo al valor militare assegnata al reggimento per la battaglia di Psitos. A presidio di Rodi e delle isole limitrofe il XXVI restò fino al 1919.
Allo scoppio del primo conflitto mondiale poiché il XXVI e il XXXI battaglione erano stanziati a Rodi, al 4º Reggimento bersaglieri venne assegnato dal deposito di Asti il XLIII battaglione che, rinominato XXVI bis, partecipò in sua vece alla Grande Guerra, ed il 25 ottobre 1917, a Globokak, venne decorato della Medaglia di bronzo al valor militare per l'eroico comportamento tenuto sulla Bainsizza.
Nel 1924 il 4º Reggimento assunse la denominazione di Reggimento Ciclisti e nel 1926 fu costituito con i soli battaglioni XXVI e XXIX.
All'inizio della seconda guerra mondiale il 4º Reggimento bersaglieri, con i suoi tre battaglioni XXVI, XXIX, XXX ed una compagnia motociclisti si trovava a Torino. Dal 18 al 24 giugno 1940 il XXVI partecipò alle operazioni sul fronte occidentale, occupando Bramans, Le Repose, La Villette, Melezet-Fourmenaux.
In seguito all'armistizio con la Francia il XXVI ritornò in sede, da dove si trasferì, il 7 novembre, in Albania. Sul fronte greco, nel settore a sud del Kalase, in battaglia suscitò grande ammirazione sia degli alleati che del nemico. Combatte quindi sul confine Jugoslavo con gravi perdite.
Il 12 aprile 1941 l'ormai decimato 4º Reggimento fu costituito in Reparto Esplorante Celere e combatté contro le retroguardie greche. A Borova, il 19 aprile cadde il Comandante del Reggimento, il colonnello Guglielmo Scognamiglio, Medaglia d'oro al valor militare, ed il 4º Reggimento venne decorato con analoga ricompensa.
Con l'armistizio, l'8 settembre 1943, il Reggimento venne disciolto e, con esso, anche il XXVI battaglione, che, nel caos dei giorni successivi, pagò con il proprio sangue la fedeltà alla Bandiera.

### 26º battaglione bersaglieri "Castelfidardo"

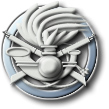
Fregio dei Bersaglieri dell'Esercito Italiano

Il 1º novembre 1975 il XXVI battaglione fu ricostituito in Pordenone, sulla base del XII battaglione del disciolto 8º Reggimento bersaglieri e venne inquadrato nell'8ª Brigata meccanizzata "Garibaldi" della Divisione corazzata "Ariete". Ad esso, che assubse la denominazione di 26º Battaglione bersaglieri “Castelfidardo”, in memoria della battaglia di Castelfidardo, fu affidata, in virtù della sua ininterrotta appartenenza al Corpo, la Bandiera di guerra del 4º Reggimento bersaglieri.
Nel 1976-77 partecipò, distinguendosi particolarmente, agli aiuti alla popolazione, a seguito del grande terremoto del Friuli, per il quale meritò la Medaglia d'argento al valore dell'Esercito.
Fu uno dei primi reparti ad arrivare ed a partecipare, con una compagnia di formazione, agli aiuti della popolazione dell'Irpinia, in occasione del violentissimo terremoto del 1980.
Per quasi tutti gli anni ottanta è stato dislocato a Maniago, presso la caserma "E. Baldassarre" e negli anni 1983-84 ha partecipato alla Missione Italcon Libano. Per onorare degnamente il 26º battaglione bersaglieri Castelfidardo, 25 maggio 1985 con una cerimonia ricca di significati, il comune di Castelfidardo si gemellò con il battaglione, rappresentato dal capitano Sergio Cassatella.
A seguito della ristrutturazione dell'Esercito e all'abolizione del livello divisionale, nel 1986 la Divisione "Ariete" venne sciolta e venne costituita la 132ª Brigata corazzata "Ariete" per cambio di denominazione della 132ª Brigata corazzata "Manin" nei cui ranghi il 26º battaglione bersaglieri "Castelfidardo" venne inquadrato nel 1991, in seguito al trasferimento in Campania della Brigata "Garibaldi". Transitato poi nei ranghi della Brigata "Ariete", il 26º battaglione bersaglieri "Castelfidardo" trasferì la sua sede a Pordenone e venne riconfigurato come reparto di addestramento reclute fino al definitivo scioglimento, avvenuto il 29 maggio 1998 e la sua Bandiera fu inviata per la conservazione presso il sacrario delle bandiere al Vittoriano di Roma.
Il 18 settembre 1995 tutti i cimeli (medaglie, coppe, quadri, bandiera, mobilio, foto dei vari comandanti) che erano nell'ufficio del comandante furono trasferiti a Castelfidardo nella sala conferenze del Civico Museo Risorgimentale della Battaglia di Castelfidardo.
Sotto il profilo della tattica di guerra al 26º battaglione bersaglieri "Castelfidardo" il generale Pier Luigi Bertinaria, ex capo dell'Ufficio storico dello SMEI, nel 1985, in uno dei convegni propedeutici alla realizzazione del Civico Museo Risorgimentale di Castelfidardo, presentò uno studio che attribuiva al citato battaglione il merito di aver inventato la guerriglia, oggi praticata da molti eserciti regolari ed irregolari nel mondo. I 400 bersaglieri del XXVI, nel tentativo di bloccare l'avanzata dei numerosi pontifici guidati dai generali de la Moricière e de Pimodan lungo la costa adriatica tra Porto Recanati e Numana, dopo alcuni scontri nella vallata dei fiumi Aspio e Musone, si nascosero nel fitto bosco della Selva di Castelfidardo. Fecero un gran volume di fuoco da far credere che lì fosse nascosto il grosso dell'esercito piemontese. Tutto ciò indusse i pontifici a fermarsi e 3500 fanti del gen. de Pimodan deviarono la marcia verso Ancona dirigendosi nella collina dove era il XXVI battaglione che resistette eroicamente per due ore. Tutto ciò diede il tempo necessario all'Esercito piemontese di portarsi nell'area di battaglia, accerchiare il nemico e vincerlo. Per ricordare il valore di quei bersaglieri, il 25 luglio 2013 la comunità locale unita a quella marchigiana dedicava al 26º battaglione bersaglieri "Castelfidardo" la ripristinata strada attorno alla preistorica Selva di Castelfidardo che era stata abbandonata da 50 anni, la stessa che percorsero i piemontesi quel 18 settembre 1860 per fare l'Unità d'Italia. La strada è transitabile solo dai mezzi antincendio mentre è utilizzata continuamente come pista ciclo-pedonale ed ippica.

## Onorificenze

### Decorazioni alla Bandiera di Guerra
La bandiera di guerra del 4º Reggimento bersaglieri, e per continuazione del 26º battaglione bersaglieri "Castelfidardo", è stata insignita, nel corso della sua storia, delle seguenti onorificenze:
 Medaglia d'oro al valor militare (Seconda guerra mondiale, fronte Greco-Jugoslavo)
 Medaglia d'argento al valor militare ("per la vittoriosa battaglia di Monfalcone", 6 agosto 1916)
 Medaglia di bronzo al valor militare ("per la valorosa ed intrepida condotta tenuta alla Battaglia di Castelfidardo", 18 settembre 1860)
 Medaglia di bronzo al valor militare ("per la bella condotta tenuta nel combattimento di Psitos" - 16 maggio 1912).
 Medaglia di bronzo al valor militare ("per le sanguinose riconquiste di importanti posizioni", Bainsizza 16-20 agosto 1917 e Globokak 25 ottobre 1917)
 Medaglia d'argento al valore dell'Esercito ("per l'opera di soccorso prestata alle popolazioni del Friuli devastate dal terremoto", Friuli, maggio 1976 – aprile 1977)
 Medaglia di benemerenza ("per l'opera di soccorso prestata alle popolazioni della Campania in occasione della violenta eruzione del Vesuvio. Campania, 1872)